# Erran Baron Cohen
Erran Baron Cohen (1968) is een Britse componist en trompettist. Hij is de broer van Sacha Baron Cohen, die bekend is als Ali G, Borat, en Bruno.
Hij heeft muziek gemaakt voor Borat: Cultural Learnings of America for Make Benefit Glorious Nation of Kazakhstan en andere films. Daarnaast is hij de leider van band Zohar en dj in Zohar Sound System.

## Zohar
Erran Baron Cohen is oprichter van de "world fusion beat scientists"-groep Zohar. Andrew Kremer is het tweede vaste lid van de groep. De groep maakt worldbeat, in dit geval triphop vermengd met funk, jazz, ambient en veel etnische invloeden, met name uit het Midden-Oosten. 
De naam betekent Schitterendheid, Uitstraling. De titels van de albums Elokainu en One.Three.Seven verwijzen naar respectievelijk het Hebreeuwse woord voor Onze God, en belangrijke getallen uit de Kabbala.
One.Three.Seven werd in een kleine oplage uitgebracht op Zohar Records, maar werd zo goed ontvangen dat er een grotere oplage verscheen, aangevuld met enkele nummers van het ook reeds uitverkochte eerste album. Het extra nummer op de Amerikaanse versie was nog niet eerder op plaat verschenen.
Op Elokainu worden op één nummer de vocals verzorgd door Errans beroemde broer Sacha Baron Cohen.
In het logo wordt de naam van de groep als Zöhar geschreven.

## Discografie
- 1995: Surrender (12")
- 1996: Elokainu (album)
- 1999: One.Three.Seven (album, 8 nummers)
- 2001: Ehad (12")
- 2001: Midnight at the Bazaar (12")
- 2001: Onethreeseven (CD, de Amerikaanse versie bevat 12 nummers, de Britse 11)